# Krzanowice (wieś)
Krzanowice – wieś w Polsce położona w województwie śląskim, w powiecie raciborskim, w gminie Krzanowice.
Krzanowice są podzielone na miasto i wieś. Granicą jest miejsce gdzie przechodził niegdyś mur obronny. Przykładem są dwie kapliczki św. Jana Nepomucena, jedna znajduje się na rynku (tzw. miejska) a druga na ul. Długiej (Strana) i ta kapliczka jest nazywana wiejską.